# Murphy Dunne
Murphy Dunne (ur. 22 czerwca 1942 w Chicago) – amerykański aktor i muzyk.
Znany jest głównie znany ze swej roli jako klawiszowiec w filmie Blues Brothers oraz Blues Brothers 2000. Dunne otrzymał te role, gdyż właściwy klawiszowiec Blues Brothers Band, Paul Shaffer, nie mógł zagrać w filmach z powodu zobowiązań kontraktowych z "Saturday Night Live". Mimo to, Dunne zagrał z zespołem przy tworzeniu albumu "Made in America".
Oprócz swojej pracy z Blues Brothers, Murphy wystąpił w wielu programach telewizyjnych takich jak Night Court. Można go usłyszeć w Cowboy Bebop: The Movie, Ghost in the Shell: Standalone Complex oraz w grze Star Trek: Klingon Academy.